# Jan Harrach

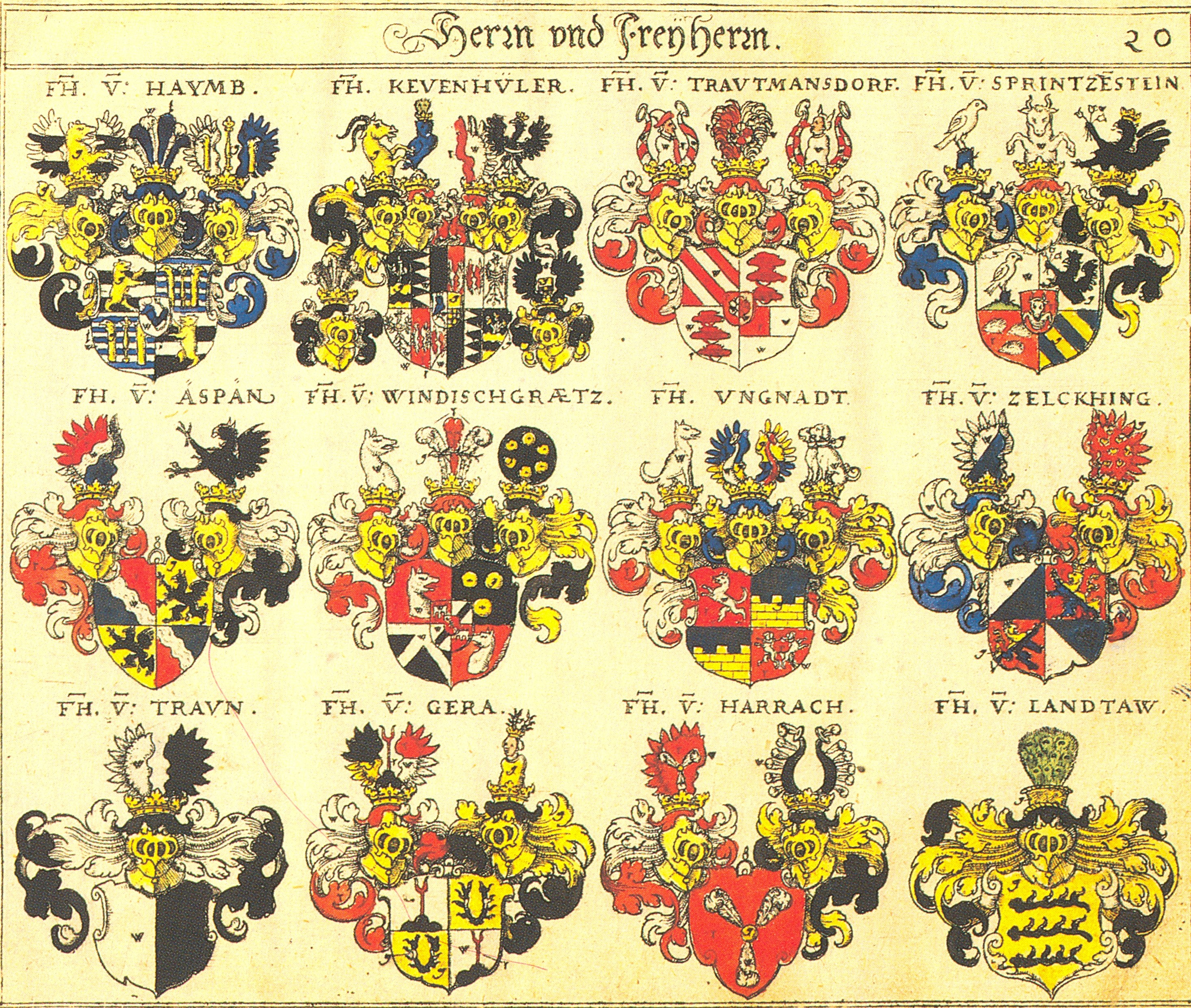
Herb rodowy Harrach w herbarzu J. Siebmachera, 1605 – drugi z prawej, dolny rząd

Jan Nepomucen hrabia Harrach (czes. Jan Nepomuk z Harrachu, niem. Johann Nepomuk von Harrach, ur. 2 listopada 1828 w Wiedniu, zm. 12 grudnia 1909 tamże) – czeski hrabia, polityk, właściciel ziemski, mecenas sztuki i nauki z czeskiej rodziny Harrach, właścicieli dóbr m.in. w okolicach miejscowości Harrachov i Jilemnice przy granicy polsko-czeskiej.

## Życiorys
2 sierpnia 1856 ożenił się z Marią Małgorzatą von Lobkowicz (urodzona 13 lipca 1837 r. w Pradze, zmarła 2 września 1870 r. w Aschau a. d. Donau). Miał z nią ośmioro dzieci. Jego drugą żoną była Maria Theresia von Thurn und Taxis (urodzona 7 stycznia 1856 r. w Pradze, zmarła 20 sierpnia 1908 r. w pałacu Prugg). Miał z nią jedno dziecko.
Działalność polityczną rozpoczął w roku 1865, kiedy został posłem do  sejmu krajowego Czech. W 1870, wybrano go do Reichsratu – izby niższej parlamentu austriackiego. Od 1884 był dziedzicznym członkiem Izby Panów. Tak jak jego ojciec – František Antonín z Harrachu – był patriotycznym czeskim arystokratą konserwatywnym. Był przewodniczącym stowarzyszenia wspierającego budowę Teatru Narodowego w Pradze (Národní divadlo), wspierał czeską operę, był członkiem kuratorium Macierzy czeskiej (Matice česká), kilka lat był członkiem zarządu Banku Słowiańskiego (Banka Slavia).
Hrabia Harrach dbał o rozwój swoich dóbr w Karkonoszach. W Harrachovie powstała w 1902 r. kaplica św. Elżbiety w pobliżu huty szkła. Wspierał także czeskie i niemieckie organizacje turystyczne, z jego inicjatywy wybudowano schronisko Labská bouda. W 1892 r. sfinansował budowę kamiennej wieży widokowej na szczycie Žalý, która wkrótce stała się symbolem czeskiej obecności w Karkonoszach. W tym samym 1892 r. sprowadził dla pracowników swojego majątku dwie pary nart: jedną z Norwegii, drugą z Wiednia. Polecił także na ich wzór wykonać kolejne egzemplarze.
Jan Nepomuk hrabia Harrach został pochowany 17 grudnia 1909 r. w mauzoleum rodzinnym we wsi Horní Branná koło Vrchlabí.